# Anette Norberg
Anette Charlotte Norberg (Härnösand, 12 novembre 1966) è una giocatrice di curling svedese.

## Biografia
Partecipò ai XV Giochi olimpici invernali edizione disputata a Calgary (Canada) nel 1988, riuscendo ad ottenere la seconda posizione nella squadra svedese, unitamente alle connazionali Elisabeth Högström, Monika Jansson, Birgitta Sewik e Marie Henriksson. In quell'edizione, in cui la nazionale canadese si classificò al primo posto, mentre il bronzo andò alla compagine norvegese, la competizione ebbe lo status di sport dimostrativo Vinse una medaglia d'oro ai XX Giochi olimpici invernali, disputatisi a Torino, e un'altra ai XXI Giochi olimpici invernali, tenutisi a Vancouver. Ha una sorella, Cathrine Lindahl, a sua volta giocatrice di curling ad alti livelli.